# Fortune Faded
Fortune Faded е сингъл на американската рок група Ред Хот Чили Пепърс. Сингълът е издаден през 2003 за да промотира компилацията Greatest Hits.
Песента първоначално е била планувана да бъде в албума By the Way и е изпълнявана на живо няколко пъти през 2001 заедно с хор.